# Tithraustes cistrinoides
Tithraustes cistrinoides är en fjärilsart som beskrevs av Paul Dognin 1909. Tithraustes cistrinoides ingår i släktet Tithraustes och familjen tandspinnare. Inga underarter finns listade i Catalogue of Life.